# 크리스천 세라토스
크리스티안 세라토스(Christian Serratos, 1990년 9월 21일 ~ )는 미국의 배우이다. 드라마 《워킹 데드》에서 로지타 에스피노사 역으로 출연했다.

## 출연 작품
- 워킹데드 6 (2015)
- 플라이트 7500 (2014)
- 립 서비스 (2013)
- 96 미니츠 (2011)
- 아메리칸 호러 스토리 시즌1 (2011)
- 브레이킹 던 part1 (2011)
- 이클립스 (2010)
- 뉴 문 (2009)
- 트와일라잇 (2008)
- 네드의 학교에서 살아남기 시즌3 (2006)
- 철없는 자매의 개과천선 프로젝트 (2006)
- 네드의 학교에서 살아남기 시즌2 (2005)
- 네드의 학교에서 살아남기 시즌1 (2004)